# Dreiklang der Nacht
Dreiklang der Nacht ist ein deutsches Stummfilmdrama von Karl Gerhardt mit Carlo Aldini, Claire Rommer und Kurt Brenkendorf in den Hauptrollen.

## Handlung
Bankier Niels Gyttorp erhält zur Aufbewahrung von dem russischen Exilfürsten Miljukin einen sehr wertvollen Edelstein, der unter dem Namen „Pharao“ Berühmtheit besitzt. Durch mehrere Fehlspekulationen und -investitionen gerät Gyttorp in eine finanzielle prekäre Lage. Um nicht in den Bankrott abzustürzen, plant er das Juwel zu versetzen. Um zwei Fliegen mit einer Klappe zu schlagen und einen verhassten Rivalen um die Gunst seiner Gattin Janna, den charmanten Alf Julsrud, einen Jugendfreund Jannas, loszuwerden, zeigt der Bankier den kostbaren Stein bei einer Abendgesellschaft unter den Gästen, unter denen sich auch Alf befindet, herum.
Einer Fama zufolge, die Gyttorp seinen gebannt lauschenden Gästen episch breit erzählt, soll der Klunker, wie der Name schon sagt, einst einem Pharao gehört haben: Mit der Macht des Steines habe der ägyptische Herrscher den Geliebten seiner Frau ausfindig gemacht. Zur Strafe sollte die angeblich Untreue auf dem Scheiterhaufen verbrannt werden. Der im Kerker einsitzende Nebenbuhler konnte sich jedoch befreien und die zum Tode Verurteilte in letzter Sekunde dem Scheiterhaufen entreißen und so vor dem Feuertod retten.
Die Gäste lauschen gebannt, doch nun lässt der schurkische Bankier die Katze aus dem Sack: Gyttorp behauptet, dass die „Pharao“-Legende auch hier Gültigkeit besäße. Er bezichtigt sein eigenes Weib der Untreue und verdächtigt Julsrud, lange Finger gemacht und den mittlerweile verschwundenen Diamanten eingesteckt zu haben. Doch das Unrecht bekommt ihm nicht gut: Gyttorps Schwindel fliegt auf, Julsruds Unschuld wird bewiesen, und der Schurke greift zu einem Revolver, um seinem schäbigen Leben ein Ende zu setzen.

## Produktionsnotizen
Dreiklang der Nacht entstand im Frühherbst 1924, passierte die Zensur am 10. November desselben Jahres und wurde am 3. Dezember 1924 in Berlins Marmorhaus uraufgeführt. Der mit Jugendverbot belegte Sechsakter besaß eine Länge von 2032 Metern.
Willi A. Herrmann schuf die Filmbauten. Willy Zeunert übernahm die Aufnahmeleitung.

## Kritik
Die Linzer Tages-Post schrieb: „Das Bild einer Ehe, wie sie nicht sein soll, einer Ehe, wie sie gerade in jenen Streifen des Öfteren zu finden ist, die ansonsten mit irdischen Gütern reich gesegnet sind, zieht in fesselnden Bildern in dem geschickt inszenierten sechsaktigen Film „Dreiklang der Nacht“ über die Leinwand. Die Handlung ist voll spannender Momente und mit teilweise tollkühnen Sensationen versehen. […] In der Verkörperung der Hauptrolle zeigt Carlo Aldini vielseitiges Können. Bilder von eindrucksvoller Schönheit, so unter anderem ein Distanzritt durch einen richtigen Wildpark, machen den Film besonders sehenswert.“